# Smallijnige tijmkokermot
De smallijnige tijmkokermot (Coleophora serpylletorum) is een vlinder uit de familie kokermotten (Coleophoridae). De wetenschappelijke naam is voor het eerst geldig gepubliceerd in 1889 door Hering.
De soort komt voor in Europa.